# ヴィニフレート・ワーグナー

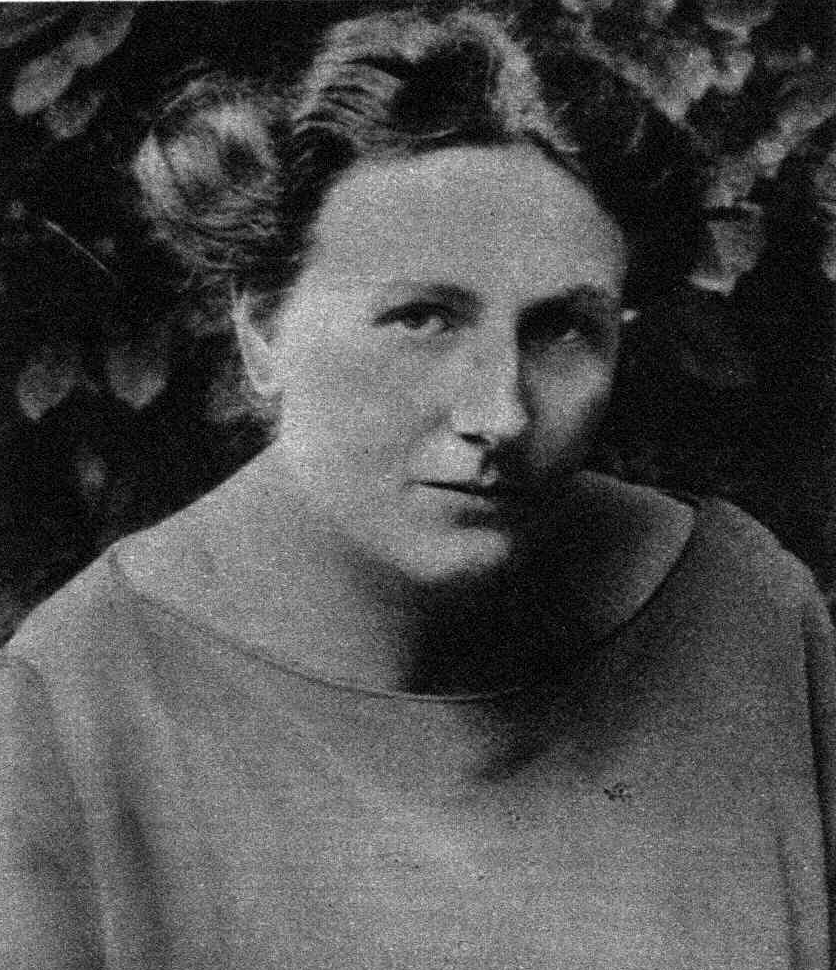
ヴィニフレート・ワーグナー（1931年）

ヴィニフレート・ワーグナー（Winifred Wagner, 1897年6月23日 ヘイスティングス - 1980年3月5日 ユーバーリンゲン）は、ジークフリート・ワーグナー未亡人でバイロイト音楽祭の主宰者。

## 経歴
本名はウィニフレッド・マージョリー・ウィリアムズといい、イングランド出身だが、2歳にならずして両親を相次いで失い、親類の間でたらい回しにされた末、母方の遠縁にあたるドイツ人ピアニストのカール・クリントヴォルトに引き取られた。クリントヴォルトはリヒャルト・ワーグナーの親友で、このためヴィニフレートは筋金入りのワグネリアンとして育てられた。
バイロイト音楽祭はワーグナー家の家業として構想されたため、指導権はリヒャルト・ワーグナーから未亡人コジマを経て、息子ジークフリート・ワーグナーに受け継がれなければならなかった。だが、ジークフリートは両性愛ないしは同性愛的傾向があり、結婚に興味を示さず、男ばかりの取り巻きを好んでいた。1914年のバイロイト音楽祭で、17歳の「ヴィニフレート・クリントヴォルト嬢」が呼び付けられ、45歳のジークフリートに引き合わせるべく手はずが整えられる。翌1915年9月22日に2人は結婚した。結婚によって、ジークフリートの同性愛と、それにかかわる手痛いスキャンダルに終止符が打たれることが期待されたためである。2人は矢継ぎ早に4人の子供をもうけている。
1. ヴィーラント・ワーグナー（1917年-1966年）
2. フリーデリント・ワーグナー（1918年-1991年）
3. ヴォルフガング・ワーグナー（1919年-2010年）
4. ヴェレーナ・ワーグナー・ラフェレンツ（英語版）（1920年 - 2019年）

その後は第一次世界大戦敗戦の財政難の中、夫の新演出実現のために資金集めに奔走したり、逆にトスカニーニの音楽祭出演を説得するなど、良妻ぶりを発揮、音楽祭に欠かせぬ存在となる。
彼女の転機は1930年に訪れた。コジマの死去ののちジークフリートが急逝し、彼女が一人で音楽祭運営を担うことになった。当面は劇場の支配人経験のあるハインツ・ティーティエンを協力者にすえ、ヴィルヘルム・フルトヴェングラーを招くことに成功したが、求心力の低下は免れなかった。
この時期から彼女は急速にアドルフ・ヒトラーに接近していく。この接近にはいくつか理由がある。一つにはバイロイト音楽祭の運営・演出の方向性を巡ってゲッベルスらを中心に反感を持ったり、修正を要求する者が多かったことが挙げられる。当時のナチ要人、文化指導者の中にあってヒトラーはヴィニフレートの方針に援助と支持を惜しまない数少ない一人だった。ヴィニフレートが、ナチズムの思想に早い段階から共感と信奉を表明していたことも事実である。1923年に初めて出会って以来、ヒトラーがミュンヘン一揆に失敗して投獄された際には、食べ物や原稿用紙を差し入れ、結果的に『我が闘争』の執筆の手助けをするという献身ぶりだった。彼らはドイツ人のナショナリズムや、北方人種の自己実現、「民族的（völkisch）」な願望を、義父ヴァーグナーの美的理念として解釈し、共有した。
こういった事情により、バイロイト音楽祭は、ヒトラーの好み通り、ドイツのオペラ興行の最高峰にして、ナチス・ドイツの国家的行事の頂点を飾るという事態に至った。2人は結婚するのではないかというデマが流れるほど親しい関係を築き、バイロイトのワーグナー家の邸宅であるヴァーンフリート荘は、ヒトラーのお気に入りの休息所となった。その後もヒトラーはバイロイト音楽祭に協賛を続け免税も行い、ヴィニフレートの子供たちにも格別のとりはからいを見せた。
第三帝国崩壊後はナチズムへの加担責任を問われ、実刑は免れたものの事実上の公職追放を迫られた。バイロイト音楽祭の経営はヴィーラントならびにヴォルフガングの兄弟が引き継ぐことになる。
1975年に、ヴィニフレートはハンス＝ユルゲン・ジューバーベルクのドキュメンタリー・フィルムでインタビューに応じたが、自らの過去についてまったく悪びれた様子を見せなかった。「彼と出逢ったことは……避けようのない体験だったのでしょう」と言い、ヒトラーへの変わらぬ敬意も告白した。

## 関連文献
- ブリギッテ・ハーマン著、鶴見真理訳　吉田真・監訳『ヒトラーとバイロイト音楽祭 ヴィニフレート・ワーグナーの生涯 上巻 戦前編 1897-1938』（アルファベータ、2010年）
- ブリギッテ・ハーマン著、鶴見真理訳　吉田真・監訳『ヒトラーとバイロイト音楽祭 ヴィニフレート・ワーグナーの生涯 下巻 戦中・戦後編 1938-1980』（アルファベータ、2010年）